# Amanda Miranda
Amanda Miranda (São Paulo, 1995) é ilustradora, quadrinista e designer. Suas produções abordam temas como feminilidade, sexualidade, neuroatipia, violência e caos. A artista une as temáticas ao gênero de suspense, horror corpóreo e psicológico, criando ilustrações por vezes em preto e branco, outras com cores quentes e realçadas. É autora dos quadrinhos Infestatio, lançado em 2015 de forma independente como autopublicação, e Juízo, de 2019, na Coletânea TABU, da editora MINO. Foi contemplada pelo edital do MIS de São Paulo com a obra Sangue Seco tem Cheiro de Ferro, de 2019, na Coleção DES.GRÁFICA. Ganhou o prêmio Dente de Ouro em Melhor História em Quadrinhos com Hibernáculo (2018, independente). Como freelancer realizou trabalhos para clientes como Netflix, Adobe, Liniker e os Caramelows, Francisco, el Hombre e The Intercept Brasil.

## Vida Pessoal e Carreira
Nascida em 1995, a artista desenha desde criança e possui formação técnica em Moda e Comunicação Visual. Como artista autodidata realizou projetos e ilustrações online, criando seu portfólio por conta própria. Iniciou suas produções em 2013 ao trabalhar com estamparia para indústrias voltadas ao campo da moda. No mesmo ano inicia seu trabalho com quadrinhos ao participar do projeto Zine XXX, uma publicação de arte e HQs exclusivamente femininas realizada a partir de financiamento coletivo. Desde então a artista se encontra envolvida com o movimento feminista e outras pautas sociais, temas que ainda se encontram intimamente ligados com suas ilustrações.
A partir de então Amanda decide explorar a linguagem dos quadrinhos, cria histórias curtas e exemplares de revistas em miniatura que são impressos em pequenas quantidades. Frequenta feiras de exposições de arte independente e apresenta suas ilustrações ao público. Sua primeira história publicada foi Infestatio, lançada em 2015 de forma autônoma e em tiragem reduzida. A obra se tornou finalista no Prêmio Dente de Ouro em 2016. Nos anos seguintes a artista participa de projetos onde publica trabalhos de tamanho reduzido, em formato zine, para revistas, blogs e jornais. Em 2018 lança o quadrinho Hibernáculo, vencedor do Prêmio Dente de Ouro de 2019 em melhor história em quadrinho. No mesmo ano inicia seu trabalho como designer de álbuns de música para artistas independentes como Francisco, el Hombre, Liniker e os Caramelows e Dois Barcos.
Em 2019 a quadrinista participa da antologia Cápsula com a história Vertigem, lança Sangue Seco tem Cheiro de Ferro e é contemplada pelo edital do MIS de São Paulo  e publica o quadrinho Juízo na coletânea TABU, da editora MINO. Em 2020 se torna finalista do Prêmio Jornalístico Vladimir Herzog com a série de ilustrações Máquina de Moer Preto, realizadas para a The Intercept Brasil. Nos dois anos seguintes cria obras para empresas como Netflix, OGlobo, MUBI, Adobe e algumas de suas séries de ilustrações jornalísticas são selecionadas para eventos internacionais, artes sobre violência conta a mulher para University of Chicago, encarceramento no Brasil para Université de Guyane e a série Justiça Ilegal para o livro da Fundación Gabo. Em 2021 Amanda é homenageada por seu trabalho sendo selecionada à lista Forbes 30 Under 30 na categoria Artes Plásticas e Literatura. Se trata uma série de listas emitidas anualmente pela Revista Forbes em suas edições nacionais com o intuito de destacar mentes jovens e visionárias em diferentes áreas de atuação.
As histórias em quadrinhos de Amanda possuem foco nos temas violência, política, feminilidade, sexualidade e caos, explorando o gênero suspense, terror corpóreo e psicológico. Suas produções frequentemente trazem o tom de vermelho em excesso, devido sua ligação com temas macabros, mas sua arte em preto e branco, com estilo variando de acordo com a necessidade de cada narrativa. Suas ilustrações jornalísticas também seguem as temáticas escolhidas pela artista, retratando temas complexos através da subjetividade, e em sua maioria, produzidas com cores marcantes e vibrantes, um contraste com seu estilo nos quadrinhos.
A ilustradora se inspira em artistas como Francisco de Goya e Käthe Kollwitz. Possui grandes influências dos quadrinhos underground americanos e  do cinema de terror da década de 1970 e 1980, que possuem enfoque em experimentações visuais, no body horror, na discussão de sexualidade e doença e demonstrações gráficas de violência.

## Produções Selecionadas

### Quadrinhos
Amanda Miranda é roteirista e ilustradora de suas histórias em quadrinhos. Iniciou as produções no formato fanzine com publicações independentes e atualmente realiza projetos para revistas, jornais, editoras e editais de cultura. A artista recebeu o Prêmio Dente de Ouro com seu trabalho Hibernáculo (2019, independente) e outras de suas histórias foram indicadas ou se tornaram finalistas de prêmios como Prêmio Grampo e HQMIX
Infestatio
Primeira história em quadrinho de Amanda a ser lançada, Infestatio foi publicada de maneira independente no formato de zine em 2015, com 32 páginas, em tamanho reduzido e triagem limitada. A narrativa explora o gênero do terror corpóreo, com ilustrações surrealistas e marcantes. O leitor acompanha uma garota comum que aguarda a chegada de seu ônibus no terminal Tietê, em São Paulo, quando se vê consumida por vermes e outras criaturas. Infestatio foi criado por meios digitais e suas escassas cópias impressas em 2015 são todos os registros que restam desta obra, após uma ocorrência com o equipamento da artista, todo o arquivo e backup da zine foram deletados.
O quadrinho foi indicado e se tornou finalista do Prêmio Dente de Ouro em 2016.
Hibernáculo
Este trabalho foi produzido e lançado de forma independente e sua publicação ocorreu no Festival Internacional de Quadrinhos de Belo Horizonte, em 2018. Elaborado em caráter experimental o quadrinho desenvolve suas 76 páginas com ilustrações em preto e branco que simulam a técnica de aguada de nanquim.
Hibernáculo é um conto poético sobre sexualidade, identidade e delírio baseado na origem religiosa e barroca da partitura musical. A narrativa é conduzida por um fluxo de consciência, o leitor acompanha a cantora e pianista Augusta nas vésperas de uma apresentação quando diferentes vozes parecem expressar suas reflexões momentos antes do espetáculo. A trama apresenta a jornada de Augusta para entender sua própria relação com a arte, mas, nas entrelinhas, a obra também debate com as interpretações possíveis da música: o de ciência exata, formada por notas a serem seguidas rigidamente, e o de autonomia lírica, com relações dos sons com a alma do artista.
Uma das características mais marcantes desta produção é a criação de um padrão visual narrativo que pode ser mesclado, desconstruído e subvertido de acordo com a necessidade da história. Os elementos gráficos da página criam um ritmo de leitura harmonioso, além de serem trabalhados para indicarem o compasso da narrativa. O layout de página utilizado é uma grade regular de nove quadros, pensado na exatidão matemática que deriva da teoria musical. No decorrer do conto a configuração visual se adequa à narrativa, os quadros fixos dão lugar a divisões mais fluidas e caóticas, da mesma forma que a música sai da partitura e se torna a expressão do artista que a interpreta. Com o passar das páginas os nove quadros aparecem em diferentes soluções visuais, o uso de frases soltas e espaços em branco trazem pausas e mudanças de tom, em meio a um solo frenético da história.
Hibernáculo recebeu o Prêmio Dente de Ouro de 2019 na categoria Quadrinhos após concorrer com mais de 60 obras.
Sangue Seco tem Cheiro de Ferro
A produção foi contemplada pelo edital DES.GRÁFICA do Museu da Imagem e do Som de São Paulo em 2019. A obra foi produzida através de uma linguagem gráfica experimental, com estrutura visual de um único quadro por página. No total são 32 páginas de um forte vermelho, com a arte em preto que simula a serigrafia e texto marcante e angustiante, característica de muitos trabalhos da autora. A narrativa é realizada em primeira pessoa e em linguagem confessional de uma carta. O leitor acompanha a jornada da personagem à procura de segurança em meio aos escombros de um futuro distópico. A obra traz um teor reflexivo com sua combinação de imagem e texto, apresentando as dores e medos da protagonista pela destruição e atentados sofridos na cidade enquanto a personagem recolhe um pássaro morto da rua e o manipula, abrindo e explorando suas vísceras.
O trabalho foi disponibilizado gratuitamente online em 2020 pela autora, aumentando o número de leitores do quadrinho. Com sua difusão virtual a obra chegou a ser relacionada com o período de isolamento social obrigatório da pandemia de COVID-19, por conta de seu cenário mórbido e abandonado causado por algum hecatombe, e que, apesar da solidão e tristeza da personagem, é possível encontrar resiliência.
Juízo
É um quadrinho participante da coletânea TABU, da Editora MINO, lançado em 2019. A coleção TABU foi desenvolvida e organizada por Janaína de Luna, editora chefe da MINO, e consiste em três histórias onde cada autora decide abordar um tema sensível considerado tabu pela sociedade. As quadrinistas participantes são Amanda Miranda (Juízo), Lalo (Cina) e Jéssica Groke (Piracema).
Juízo é uma história de gênero suspense, terror corpóreo e psicológico apresentada por ilustrações escuras em preto e branco que, no decorrer de suas 32 páginas, procura abordar um dos temas mais sensíveis da atualidade, o aborto. A temática é tratada na obra a partir de analogias e a narrativa se desenvolve com a ida da personagem de Luciana à uma consulta ao dentista para extrair o dente do siso. O denso tema do aborto é trazido fora dos estereótipos conhecidos de gravidez na adolescência e dispara novas questões, entre elas mentiras, segredos, concessões e a natureza quase inescapável do que é ser mulher em uma sociedade machista.
A produção artística do quadrinho traz novas camadas ao enredo. Com ilustrações duras e de qualidades expressionistas, a história contém corpos rasgados, metamorfoseados e em disposições surrealistas, trazendo características do body horror, do cineasta David Cronenberg. A arte perturbadora e macabra é eficiente em intensificar o desconforto do leitor, porém, o terror não se mostra somente no caráter gráfico. Seu teor de suspense psicológico traz os horrores que permeiam aquilo que não está sendo dito ou mostrado na história.
Juízo é considerada uma produção marcante da história das HQs brasileiras. O trabalho foi indicado ao HQMIX 2020 na categoria Novo Talento - Roteirista e ao Prêmio Grampo como melhor HQ.
Aparição
A obra, lançada em 2021, compõe a edição nº24 da Coleção UGRITOS, da editora UGRA PRESS, que tem como proposta publicar materiais inéditos de quadrinistas brasileiros independentes em pequenos volumes de bolso com preço acessível. Aparição é uma produção de 20 páginas com ilustrações expressivas com aparência de rascunho, o design dos quadros é irregular e desalinhado, que traz uma semelhança com filmes de terror. O trabalho é de caráter experimental e explora o gênero terror psicológico e atmosférico.
O quadrinho narra o desaparecimento de uma dona de casa e a relação com a misteriosa aparição da imagem de Nossa Senhora na janela de uma casa no interior de São Paulo. Com o uso de elementos sobrenaturais a história intercala entre relatos jornalísticos do desaparecimento com a comoção dos devotos perante a aparição da imagem da santa. Em meio a isso, uma menina ajuda o pai no açougue da família. Com a narrativa angustiante Amanda traz em debate o tema feminicídio e a devoção à figuras femininas.
A Urna
História em quadrinho produzida em 2022 para o site jornalístico Aos Fatos, que se dedica a verificar o que é falso e o que é real em discursos políticos. A mini HQ foi desenvolvida para uma campanha contra fake news sobre a veracidade da urna eletrônica, assunto amplamente discutido em épocas eleitorais no Brasil. O leitor acompanha um curioso personagem que decide abrir uma urna eletrônica e descobrir o que existe dentro dela. A história possui um teor de ficção científica e trabalha com questões políticas através da combinação do humor e terror, com ilustrações expressivas e de cores fortes. 

### Publicações e Temática
Além de suas publicações em quadrinhos Amanda Miranda realiza ilustrações para matérias jornalísticas, material de promoção de séries e filmes, além de cartazes de eventos e projetos próprios. Assim como nas histórias a temática abordada nas ilustrações da artista é feminilidade, sexualidade, causas sociais, violência, caos e política. Muitas de suas obras possuem características surrealistas e cenas de horror corpóreo, com cores destacadas e marcantes.
A artista cria diversas ilustrações jornalísticas para matérias da The Intercept Brasil. Em 2020 a série Máquina de moer preto (2019) se torna finalista do Prêmio Jornalístico Vladimir Herzog.
Outras produções para o jornal online são:
- Direitos humanos para humanos direitos (2018);
- A guerra às drogas me impede de estudar (2019);
- Sob Intervenção (2019)
- Julgadas sem julgamento (2020)

Ilustrações desenvolvidas para matérias da agência de jornalismo investigativo Agência Pública:
- Filhos sem mãe: Os órfãos da COVID-19 (2021)
- O inferno no meio oeste (2021)
- Depressão, ansiedade e suicídios: A realidade dos que plantam tabaco no Brasil (2022)
- De modelo nacional à extinção: Como morre uma política pública (2022)

Realiza trabalhos para promoção de séries e filmes, como Lúcifer (2021) para Netflix e Titane (2022) para MUBI. Algumas de suas ilustrações jornalísticas são selecionadas para exibição em eventos internacionais como artes sobre violência contra a mulher para University of Chicago, encarceramento no Brasil para Université de Guyane e a série Justiça Ilegal para Fundación Gabo.

### Álbuns de Música
Amanda Miranda produz diversas obras voltadas ao campo da música dedicadas a bandas e artistas que trabalham de forma independente. Suas produções variam entre criação de logo e tipografia, ilustrações de encartes e de publicação, design de capa dos álbuns em formato CD e vinil e detalhes das coleções em vinil.
| Ano  | Álbum                | Banda/Artista           | Material                      | Formato    |
| ---- | -------------------- | ----------------------- | ----------------------------- | ---------- |
| 2018 | Soltasbruxa          | Francisco, el Hombre    | Capa e projeto gráfico        | CD e Vinil |
| 2018 | Zulusa               | Patrícia Bastos         | Artes para exposição em shows |            |
| 2018 | Pier                 | Dois Barcos             | Ilustrações de encarte        | EP         |
| 2019 | Bruxasolta           | Francisco, el Hombre    | Capa e projeto gráfico        | EP         |
| 2019 | O tempo é sua morada | Francisco, el Hombre    | Capa e projeto gráfico        | Single     |
| 2019 | Goela Abaixo         | Liniker e os Caramelows | Logo e tipografia             | CD e Vinil |
| 2021 | Atentas              | Charlotte matou um cara | Capa e projeto gráfico        | CD         |

## Premiações e Indicações
| Ano  | Prêmio                                                            | Categoria                 | Obra                   | Editora/Veículo         | Colocação |
| ---- | ----------------------------------------------------------------- | ------------------------- | ---------------------- | ----------------------- | --------- |
| 2016 | Prêmio Dente de Ouro                                              | Melhor Zine               | Infestatio             | Independente            | Finalista |
| 2019 | Prêmio Dente de Ouro                                              | Melhor HQ                 | Hibernáculo            | Independente            | Vencedor  |
| 2020 | HQMIX                                                             | Novo Talento - Roteirista | Juízo (Coletânea TABU) | MINO                    | Indicação |
| 2020 | Prêmio Grampo                                                     | Melhor HQ                 | Juízo (Coletânea TABU) | MINO                    | 5º Lugar  |
| 2020 | Prêmio Jornalístico Vladimir Herzog de Anistia e Direitos Humanos | Arte                      | Máquina de Moer Preto  | The Intercept Brasil    | Finalista |
| 2021 | Prêmio Gabriel Thomaz de Música Brasileira                        | Melhor Capa               | Atentas                | Charlotte matou um cara | Vencedor  |

## Cursos e Oficinas
Amanda Miranda ministra e participa de cursos e oficinas voltados para a criação de conteúdo visual. Oferecidos em instituições de ensino e organizações culturais, como MIS, UNISAL, FAM e SESC, em cidades do interior de São Paulo, os cursos têm como objetivo incentivar a criação de ilustrações e quadrinhos brasileiros, fornecer um auxílio aos autores e artistas referentes a publicação independente e aumentar o repertório artístico e narrativo dos participantes.
| Ano  | Curso/Oficina          | Evento                | Local                 |
| ---- | ---------------------- | --------------------- | --------------------- |
| 2017 | Zines e Autopublicação | Mulheres Rudes        | MIS - Campinas/SP     |
| 2018 | Ilustração e Narrativa | Semana de Moda        | UNISAL - Americana/SP |
| 2019 | Criação e Ilustração   | Semana de Publicidade | FAM - Americana/SP    |
| 2019 | Ilustração Musical     |                       | SESC - São Paulo/SP   |

## Mesas de Debate
A quadrinista participa de mesas de debate e conferências em eventos na busca do incentivo à produção de quadrinhos independentes brasileiros, voltada principalmente à publicação de trabalhos realizados por mulheres. Suas participações de destaque nos últimos anos foram realizadas em eventos de universidades, como USP, UFSCAR e UTFPR e centros de encontro literários e da comunidade geek, como FLIP e Fuzuê Nerd, evento de quadrinhos, com bancas expositivas, lançamentos e atrações. Os debates se relacionam com a temática de desenvolvimento de quadrinhos, auxílio na produção de narrativas, participação ativa das mulheres no meio da criação e formas de publicação feminina independente.
| Ano  | Mesas de Debate                     | Participantes                                                                                      | Evento                         | Local        |
| ---- | ----------------------------------- | -------------------------------------------------------------------------------------------------- | ------------------------------ | ------------ |
| 2016 | Mulheres na Publicação Independente | Amanda Miranda e LoveLove6                                                                         | FAU USP                        | São Paulo/SP |
| 2017 | Mulheres nos Quadrinhos             | Amanda Miranda, Carol Rosseti, Isadora Fernandes e LoveLove6                                       | Semana da Imagem e Som UFSCAR  | São Paulo/SP |
| 2019 | Quadrinhos e Literatura             | Amanda Miranda, Michelle Bruna e Verônica Berta                                                    | A Casa da Porta Amarela - FLIP | Paraty/RJ    |
| 2019 | Perspectivas Urbanas em Quadrinhos  | Amanda Miranda, Jefferson Costa, Marcello Quintanilha e Marília Marz                               | Fuzuê Nerd                     | São Paulo/SP |
| 2020 | Narrativas & Imagens                | Amanda Miranda, Deborah Salles, Gabriela Güllich, Ing Lee, Marília Marz, Mayara Smith e Tali Grass | III JoQA - UTFPR               | Curitiba/PR  |

## Ligações Externas
- The Intercept Brasil: Máquina de moer preto
- The Intercept Brasil: Direitos humanos para humanos direitos
- The Intercept Brasil: A guerra às drogas me impede de estudar
- The Intercept Brasil: Sob Intervenção
- The Intercept Brasil: Julgadas sem julgamento
- Agência Pública: Filhos sem mãe: Os órfãos da COVID-19
- Agência Pública: O inferno no meio oeste
- Agência Pública: Depressão, ansiedade e suicídios: A realidade dos que plantam tabaco no Brasil
- Agência Pública: De modelo nacional à extinção: Como morre uma política pública
- Netflix: Lúcifer
- MUBI: Titane
- University of Chicago: Artes sobre violência contra a mulher
- Université de Guyane: Encarceramento no Brasil
- Fundación Gabo: Justiça Ilegal